# Austrocarabodes curvisetiger
Austrocarabodes curvisetiger är en kvalsterart som beskrevs av Aoki 1982. Austrocarabodes curvisetiger ingår i släktet Austrocarabodes och familjen Carabodidae. Inga underarter finns listade.